# Шутев, Иван Михайлович
Иван Михайлович Шутев (укр. Іван Михайлович Шутєв; род. 28 октября 1933, Ужгород) — украинский художник-пейзажист, Заслуженный художник Украинской ССР (1975), Народный художник Украины (2004).

## Биография
В 1955 году закончил отделение живописи Ужгородского государственного художественно-промышленного училища прикладного искусства. Учителями И. Шутева были Иосип Бокшай, Адальберт Эрдели и В. И. Берец.
В 1962 году был принят в Национальный Союз художников Украины.
Произведения И. Шутева закуплены Дирекцией выставок Национального Союза художников Украины, Министерством культуры и искусства Украины, Дирекцией выставок Союза художников России.

## Выставки
Персональные выставки:
1. Ужгород, 1958, 1975, 1982, 1998, 2001 годы.
2. Киев, 1983 г.
3. Гётеборг (Швеция), 1990 г.
4. Дебрецен (Венгрия), 1997 г.
5. Тисауйварош (Венгрия), 1999 г.

Участник художественных областных (с 1956 года), всероссийских и всесоюзных (с 1957 года), зарубежных (с 1968 года) выставок. Неоднократно участвовал в международных пленэрах.
В 2007 году вышел фотоальбом «Молитва в дереве. Деревянные церкви Закарпатья в произведениях Ивана Шутева и Андрея Воробця», который вместил целую галерею картин деревянных церквей выполненных живописцем, колористом И. М. Шутевым. За полвека он изобразил на своих полотнах почти все деревянные храмы Закарпатья.

## Источник
- «Карпатська рапсодія» Івана Шутєва доповнила різнобарв`я ужгородської золотої осені//Трибуна. — 2008. — 11 октября — С. 2  (укр.)